# Conseqüències de la pesta negra

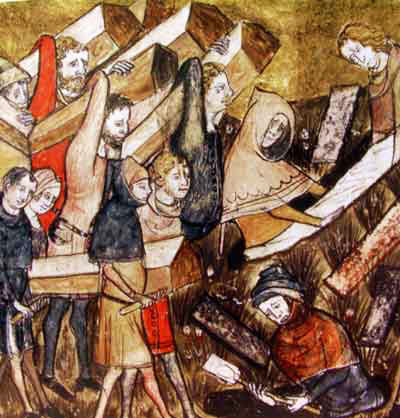
Ciutadans de Tournai enterren a les víctimes de la pesta. Detall d'una miniatura de «Les cròniques de Gilles Li Muisis» (1272-1352). Bibliothèque royale de Belgique, MS 13076-77, f. 24v.

Les conseqüències de la pesta negra es van manifestar com enormes trastorns econòmics, socials i religiosos que tingueren profunds efectes en el curs de la història europea. La pesta negra fou una de les epidèmies més devastadores en termes de vides humanes en la història de la humanitat. En un període relativament curt de temps va reduir la població mundial d'un total estimat de 450 milions de persones a entre 350 i 375 milions.
A Europa, assolí el seu punt màxim entre els anys 1347 i 1350. Es van necessitar 80 anys, i en algunes àrees fins i tot més de 150 anys, perquè la població d'Europa es recuperés fins a assolir els nivells de població previs a l'aparició de la pandèmia.

La difusió de la "Mort Negra" de 1347 a 1351 a través d'Europa

## Peatge de la mort
A mesura que surten a la llum noves recerques i descobriments, les xifres que hi ha sobre el nombre total de morts ocasionats per l'epidèmia varien àmpliament segons l'àrea i la font. Podem estimar que en el segle XIV va matar entre 75 i 200 milions de persones.

### Europa
Només són possibles estimacions aproximades sobre el nombre total de morts ocasionats per aquesta plaga. Les estimacions modernes oscil·len entre aproximadament un terç a la meitat de la població total durant el període de quatre anys compresos des de 1347 fins a 1351 i en les àrees més greument afectades el total de mort va arribar fins al 80% de la població.
Les morts no es van distribuir equitativament per tot Europa ja que algunes àrees es van veure molt poc afectades, mentre que unes altres van ser pràcticament despoblades.
Els nuclis de població més perjudicats per la pandèmia van ser els més grans ja que la densitat de població i la proximitat entre els habitatges facilitaren la transmissió de malalties. Cal tenir en compte que les ciutats eren sorprenentment brutes, infestades de polls, puces i rates, i estaven subjectes a malalties causades per la desnutrició i la falta d'higiene.
Per exemple, a Itàlia, la població de Florència es va reduir d'uns 110 000 o 120 000 habitants amb els quals comptava el 1338, fins a uns 50 000 el 1351. En el mateix període, entre el 60% i el 70% de la població d'Hamburg i Bremen va morir. A la Provença, el Delfinat i la Normandia, els historiadors van determinar que s'havia produït una disminució del 60% de les llars. Aproximadament la meitat de la població de Perpinyà va morir en pocs mesos i només dos dels vuit metges que residien a la ciutat van sobreviure a la pesta. Més del 60% de la població de Noruega va morir de 1348 a 1350. Londres podria haver perdut dos terços de la seva població durant el brot de 1348-1349. Anglaterra, en el seu conjunt, va perdre el 70% de la seva població, que va disminuir de 7 milions abans de la pesta, a 2 milions en 1400.
En canvi, a algunes àrees rurals, especialment a la part més oriental de Polònia i Lituània, que tenien poblacions força baixes i estaven molt aïllades, la plaga va progressar poc. Per raons desconegudes, no es van veure tampoc gaire afectades, parts d'Hongria, les regions de Brabante, Hainaut i Limburg, i Santiago de Compostel·la. Alguns historiadors ho han atribuït a què la població local gaudia de grups sanguinis resistents que els va ajudar a resistir la malaltia. No obstant això, aquestes regions es veurien afectades pel segon brot de pesta de 1360-63 i més tard durant els nombrosos ressorgiments de la pesta. Altres àrees que van escapar a la plaga van ser regions muntanyenques aïllades, com va ocórrer als Pirineus.
Totes les classes socials es van veure afectades. No obstant això, foren les classes més baixes, que vivien juntes en llocs insalubres, les més vulnerables.
Després de la primera gran onada, van haver ressorgiments de la pesta en anys posteriors, que entre 1360 i 1362 va provocar una «petita mortalitat», com així també va succeir entre 1366 i 1369, 1374-1375, 1400, 1407 i més encara. La pesta no va ser erradicada fins al segle XIX.

### Àsia
A Àsia, les estimacions de l'impacte demogràfic de la pesta es fonamenten en les variacions en les xifres de població durant aquell temps i en l'estimació del nombre de víctimes de la malaltia en els grans centres de població. Així, per exemple, el 1334, el brot més sever de pesta a la província xinesa d'Hubei va provocar la mort de fins al vuitanta per cent de la població. La Xina va patir diverses epidèmies i fams des del 1200 al 1350 que van provocar que la seva població disminuís d'una població estimada de 125 milions a 65 milions a la fi del segle XIV.
És molt difícil calcular l'impacte demogràfic precís de la malaltia a l'Orient Mitjà. No obstant això, sabem que la mortalitat va ser particularment alta a les zones rurals, incloses àrees importants de Gaza i Síria. Molta gent de les zones rurals va fugir, abandonant els seus camps i cultius. Algunes províncies rurals van quedar enterament despoblades.
En algunes ciutats els registres revelen un nombre devastador de morts. El brot de 1348 a Gaza va deixar unes 10.000 persones mortes, mentre que Alep va registrar una taxa de mortalitat de 500 persones per dia durant el mateix any. A Damasc, en el pic de la malaltia, ocorregut al setembre i octubre de 1348, es van registrar mil morts cada dia, amb una mortalitat general estimada d'entre el 25 i 38 per cent. Al març de 1349, moment en què l'epidèmia va començar a disminuir, Síria havia perdut ja un total de 400.000 persones.

## Efectes socials, ambientals i econòmics
Atès que els remeiers del segle XIV no sabien explicar la causa de la pesta negra, els europeus van recórrer, entre d'altres, a les forces astrològiques, els terratrèmols i l'enverinament dels pous per part dels jueus com a possibles causes del sorgiment de la pesta. I és que ningú en el segle XIV considerava que el control de les rates fos una manera d'evitar la plaga.
D'altra banda, alguna gent va començar a creure que només la ira de Déu podia produir una mortalitat tan horrible. Giovanni Boccaccio, un escriptor i poeta italià del segle xiv, va qüestionar si la plaga va ser enviada per Déu per castigar les obres dels éssers humans, o va venir a través de la influència dels cossos celestes.
Un dels efectes socials més deplorables del pànic produït per la pandèmia fou la persecució dels jueus. I és que veient que els jueus havien perdut menys vides, molts cristians van acusar injustificadament els jueus d'enverinar el subministrament públic d'aigua en un suposat esforç per arruïnar la civilització europea. Les masses, enfurismades, assaltaren i incendiaren els calls de Basilea, Zúric, Chillon, Barcelona, Cervera, Tàrrega, Estrasburg, Toledo, Magúncia, Colònia o Londres. Per exemple, al febrer de 1349, 2.000 jueus van ser assassinats a Estrasburg. A l'agost del mateix any, les comunitats jueves de Magúncia i van ser exterminades.
Una altra conseqüència de la pèrdua de població ocasionada per la pandèmia, aquesta positiva, fou ambiental: l'any 1200, pràcticament tota la conca del Mediterrani i la major part del nord d'Alemanya havien estat desforestades i conreades. La flora i la fauna indígenes van ser reemplaçades per pastures i animals domèstics i es van perdre gran part del boscos. Amb la despoblació provocada per la Pesta Negra, aquest procés es va revertir. Gran part de la vegetació primigènia va tornar, i els camps i les pastures abandonades van ser reforestats
Una altra de les conseqüències negatives de la pandèmia fou que, per tal d'evitar la crisi de subsistències, molts dels dels monarques van establir mesures que prohibien les exportacions d'aliments, van condemnar als especuladors del mercat negre, van establir controls de preus sobre els cereals i van prohibir la pesca a gran escala. En el millor dels casos, totes aquestes mesures van demostrar ser inaplicables. En el pitjor, van contribuir a una espiral econòmica descendent en tot el continent. Les terres més afectades, com ara Anglaterra, no van poder comprar gra a l'estranger, de França, a causa de la prohibició, i de la resta dels productors de gra, per les collites insuficients que s'havien recollit per manca de mà d'obra. A més, qualsevol gra que es pogués enviar a Anglaterra era capturat per pirates o saquejadors per a vendre'l en el mercat negre. Per si no fos poc, el 1337, en les vespres de la primera onada de la gran epidèmia, Anglaterra i França havien anat a la Guerra dels Cent Anys. Per tant, quan va esclatar la pandèmia estaven en guerra i, a causa de les despeses provocades pel conflicte bèl·lic, ja havien esgotat gran part de la seva tresoreria, exacerbant així el fenomen de la inflació.
Com a conseqüència de tots aquests factors econòmics i socials, a mitjan segle xiv, Europa es veié flagel·lada per la desnutrició, la pobresa, les malalties i la fam, juntament amb la guerra, la creixent inflació i altres preocupacions econòmiques.
Malgrat totes les desgràcies explicades anteriorment, un factor positiu que provocà l'epidèmia fou que, a causa de la menor competència pels recursos d'una població que podria haver estat reduïda entre el 30 i el 50%, restaren més terres disponibles per als supervivents i, per tant, els salaris milloraren considerablement. Així, el 1357, un terç de la propietat a Londres no es va usar a causa del brot sever dels anys 1348-49. L'historiador Walter Scheidel sosté que les onades de pesta després de l'esclat inicial de la Pesta Negra van tenir un efecte anivellador que va canviar la proporció de terra a mà d'obra, reduint el valor de la primera i incrementant la de la segona, la qual cosa va reduir la desigualtat econòmica en fer menys rics als terratinents i ocupadors, al mateix temps que va millorar la situació dels treballadors. Afirma que la millora observada en els nivells de vida de la població treballadora es va originar en el sofriment i la mort prematura de desenes de milions en el transcurs de diverses generacions.

### Impacte en els pagesos
La gran pèrdua de població que va ocasionar la pandèmia va tenir efectes econòmics favorables per als pagesos supervivents a Anglaterra i l'Europa occidental.
La pesta va portar el final de la servitud a l'Europa occidental. El sistema senyorial ja estava en dificultats, però la Pesta Negra va assegurar la seva desaparició en gran part d'Europa occidental i central abans de 1500. La despoblació i la migració dels petits llogarets a les ciutats van causar una aguda escassetat de treballadors agrícoles. Molts llogarets van ser abandonats. Per exemple, a Anglaterra, més de 1.300 llogarets van ser abandonats entre 1350 i 1500. El treball era tan escàs que els terratinents es van veure obligats a donar millors condicions de tinença. Això va resultar en lloguers molt més baixos a Europa occidental. Cap al 1500, una nova forma de tinença ja s'havia fet prevalent a Europa. Sota el nou règim de tinença de la terra, el pagès va poder usar la terra en canvi d'un pagament anual fix.
Hilton ha argumentat que els pagesos anglesos que van sobreviure la pandèmia van trobar que la seva situació econòmica havia millorat molt. Argumenta que, per als pagesos anglesos, el segle XV va ser una època daurada de prosperitat i noves oportunitats. La terra era abundant, els salaris elevats i la servitud gairebé havia desaparegut. Com a conseqüència de la despoblació ocasionada per la gran mortalitat produïda per la Pesta Negra, va haver-hi una mobilitat social més elevada ja que la manca de treballadors va erosionar les ja afeblides obligacions dels pagesos de romandre en les seves propietats tradicionals. La terra era abundant, els salaris relativament elevats i la servitud gairebé havia desaparegut. Era possible moure's i anar allà on hi hagués més oportunitat per millorar el nivell de vida. Les persones més beneficiades per aquestes favorables perspectives van ser les persones més joves.
A més, la gran reducció de la població causada per la plaga va portar preus més barats de la terra, més aliments per al pagès mitjà i un augment relativament gran en l'ingrés per càpita dels pagesos, si no de manera immediata, sí en el següent segle. Atès que la plaga va deixar extenses àrees de terres de cultiu sense atendre, es van posar a disposició per a pastures i posar més carn en el mercat; el consum de carn i productes lactis va augmentar, igual que l'exportació de carn i mantega dels Països Baixos, Escandinàvia i el nord d'Alemanya.
No obstant això, la classe alta sovint va intentar detenir aquests canvis, inicialment a l'Europa occidental, i amb més força i èxit a Europa de l'Est, on la població pagesa que va sobreviure a la pandèmia va quedar lligada a la terra de forma més estreta que mai, a través de la severitat de noves lleis que reforçaren el règim de servitud. De fet, l'escassament poblada Europa oriental es va veure menys afectada per la Pesta Negra i, per tant, les revoltes pageses van ser menys comunes en els segles XIV i XV i no van ocórrer en l'est fins als segles XVI al XIX.

### Impacte en els treballadors urbans
Arran de la dràstica disminució de la població provocada per la pesta, els salaris van augmentar i els treballadors es van poder mudar a noves localitats en resposta a les ofertes salarials. Les autoritats locals i reals a l'Europa occidental van instituir controls salarials mitjançant els quals els governs van buscar congelar els salaris en els nivells anteriors abans de la Pesta Negra.. Dins d'Anglaterra, l'«Ordenança d'Obrers» promulgada el 1349, i l'«Estatut dels Obrers» promulgat el 1351, va restringir tant els augments salarials com la reubicació dels treballadors. Si els treballadors intentaven abandonar el seu lloc actual, els ocupadors tenien dret a fer que els empresonessin. No obstant això, l'Estatut es va aplicar poc en la majoria de les àrees i els salaris agrícoles a Anglaterra es van duplicar de mitjana entre 1350 i 1450, encara que van romandre estàtics a partir d'aleshores fins al final del segle xix.

### Innovació que estalvia treball
La gran epidèmia de pesta va encoratjar la innovació de tecnologies que estalvien mà d'obra, la qual cosa portava a una productivitat més elevada. Va haver-hi un cert desplaçament de l'agricultura de grans cap a la cria d'animals, ja que el cultiu de grans requeria molta mà d'obra, mentre la cria d'animals només necessitava pasturatges, un pastor i alguns gossos.

### Persecucions
Arran de la Pesta Negra van sorgir el fervor religiós renovat i el fanatisme. Alguns europeus van atacar a grups com ara jueus, frares, estrangers, captaires, pelegrins, leprosos i romanís, pensant que ells tenien la culpa de la crisi.
Les persecucions més conegudes són les que es van fer contra els jueus. Es va difondre injustificadament que els jueus havien causat la malaltia enverinant deliberadament els pous per arruïnar la civilització europea. La difusió d'aquest rumor va conduir a la destrucció completa de pobles jueus sencers, tot i que la menor mortalitat dels jueus era a causa de la seva higiene més elevada. Les masses, enfurismades, assaltaren i incendiaren els calls de Basilea, Zúric, Chillon, Barcelona, Cervera, Tàrrega, Estrasburg, Toledo, Magúncia o Londres, però el papa Climent VI va arribar a firmar una butlla on negava la culpabilitat jueva (perquè ell també veia, amb tota la raó del món, que els jueus també patien i morien de pesta) alhora que oferí aixopluc als refugiats hebreus al seu feu del comtat de Venaissin (prop de la cort papal d'Avinyó). Més o menys 200 foren les comunitats semites que desaparegueren arreu del continent, malgrat aquesta rectificació papal d'última hora.
Un factor que va induir a l'esclat d'aquestes persecucions fou la nul·la tolerància a les diferències en les pràctiques culturals i d'estil de vida. Quan la plaga va escombrar Europa a mitjan segle XIV, que va aniquilar a més de la meitat de la població, els jueus van ser presos com a bocs expiatoris, en part perquè una millor higiene entre les comunitats jueves i l'aïllament en els guetos significava que els jueus estaven menys afectats. Les multituds europees van atacar els assentaments jueus en tot Europa. Cap a l'any 1351, 60 comunitats jueves importants i 150 comunitats jueves més petites havien estat destruïdes i havien ocorregut més de 350 massacres per separat.

### Religió
La Pesta Negra va afectar molt als monestirs a causa de la seva proximitat amb els malalts que van cercar allí refugi. Després del cicle pandèmic, les pèrdues humanes van ocasionar una greu escassetat de clergues, els quals van haver de ser reemplaçats per membres del clergat inexperts i que havien estat entrenats de forma precipitada, molts dels quals sabien poc dels rigors que havien experimentat els seus predecessors. Es van obrir nous col·legis en les universitats ja establertes i el procés de capacitació de clergues es va accelerar. L'escassetat de sacerdots va obrir noves oportunitats perquè les dones laiques assumissin funcions de servei més àmplies i més importants en les parròquies locals.

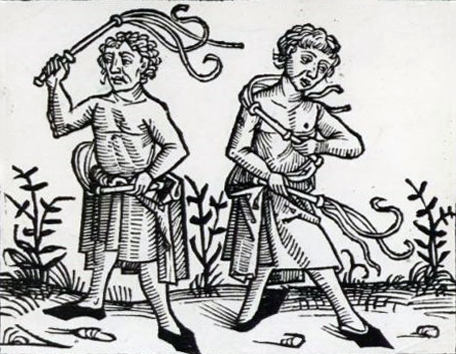
Gravat en fusta de flagelantes (Nuremberg Chronicle, 1493)

D'altra banda, els flagel·lants van practicar l'acte d'assotament per a expiar els pecats. El moviment es va fer popular després de la Pesta Negra. El més probable és que el focus d'atenció i popularitat de la seva causa va contribuir a la sensació que el món en si estava acabant i que les seves accions individuals no tenien cap conseqüència.
En qualsevol cas, els reformadors rarament apuntaven a fallades per part de l'Església en manejar la catàstrofe.

## Impacte cultural

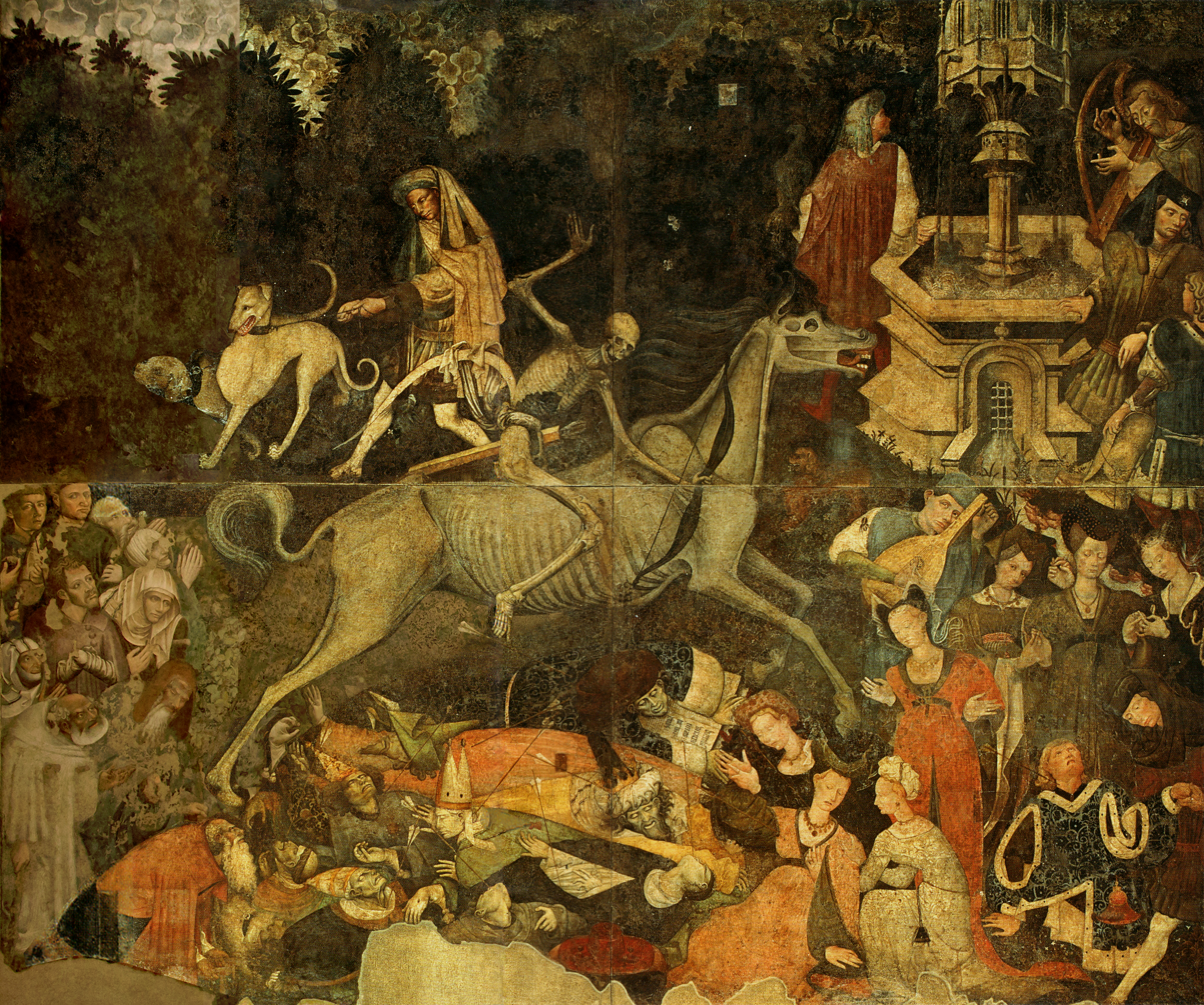
El triomf de la mort (1446)

La Pesta Negra va tenir un profund impacte en l'art i en la literatura. Després de 1350, la cultura europea en general es va tornar molt morbosa. L'estat d'ànim general era de pessimisme i l'art es va enfosquir amb les representacions de la mort. La imatge generalitzada de la «dansa de la mort» va mostrar la mort, en forma d'un esquelet, triant víctimes a l'atzar. Moltes de les representacions més gràfiques provenen d'escriptors com Giovanni Boccaccio i Petrarca.

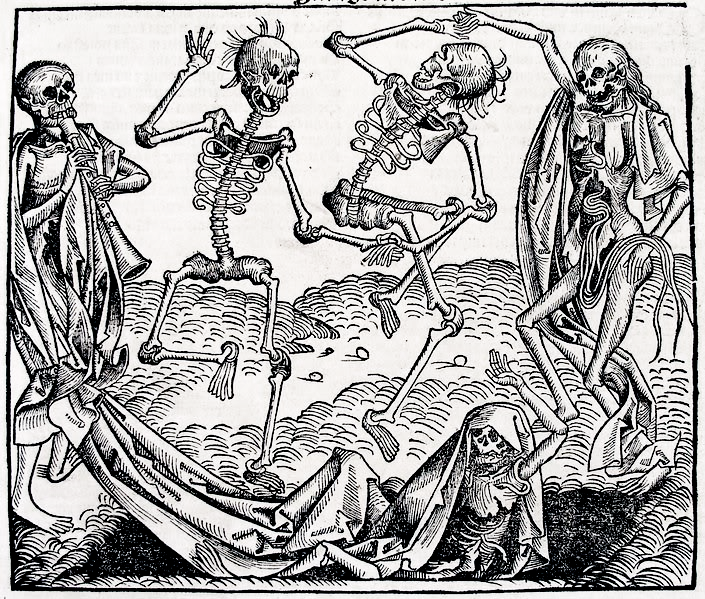
Danse Macabre de la Crònica de Nuremberg (1493)

Boccaccio va escriure:
| « | :Quants homes valents, quantes dones formoses, esmorzen amb els seus parents i la mateixa nit sopen amb els seus avantpassats a l'altre món! La condició de la gent era lamentable de contemplar. Emmalaltiren per milers a diari i moriren sense ajuda. Molts moriren al carrer, altres moriren a les seves cases, ho donaren a conèixer per la pudor dels seus cossos podrits. Els cementiris consagrats no bastaren per a l'enterrament de la vasta multitud de cossos, que foren amuntegats per centenars en enormes trinxeres, com béns en un celler de vaixells i coberts amb una mica de terra. | » |

### Medicina
La Pesta Negra va posar de manifest les deficiències que patia la ciència mèdica en l'època medieval, però també va esperonar els metges a introduir canvis positius en el camp de la medicina. Com va descriure David Herlihy en la seva obra: La mort negra i la transformació de l'oest, després de la pandèmia, es va posar més l'accent en fer «recerques anatòmiques». Va canviar molt la forma en què els individus van estudiar el cos humà. Es convertí en un procés que es va ocupar més directament del cos humà en els diversos estats de la malaltia i la salut. A més, en aquest moment, els cirurgians també van adquirir més importància.

### Arquitectura
La Pesta Negra també va inspirar als arquitectes europeus a moure's en dues direccions diferents: una, cap a una decoració més elaborada de l'estil gòtic, que és el que havia dominat bona part de l'art de l'Edat Mitjana; l'altra, cap a un renaixement dels estils grecoromans que, en pedra i pintura, expressaven l'amor de Petrarca per l'antiguitat. En aquesta segona direcció, els escultors de les ciutats-estat italianes van emular el treball dels seus avantpassats romans, mentre que els escultors del nord d'Europa, potser inspirats per la devastació que havien presenciat, van donar pas a una expressió més gran d'emoció i un èmfasi en les diferències individuals. Un dur realisme va sorgir tant en l'arquitectura com en la literatura. Van aparèixer imatges de tristesa intensa, cadàvers en descomposició i individus amb falles i virtuts. Al nord dels Alps, la pintura va aconseguir un pinacle de realisme precís amb la pintura holandesa primerenca d'artistes com Jan van Eyck (c. 1390- per 1441). El món natural es va reproduir en aquestes obres amb meticulós detall el realisme del qual no era diferent a la fotografia.